# Волшебная зима
Волшебная зима (швед. Trollvinter) — пятая в серии книг Туве Янссон о муми-троллях, издана в 1957 году. В этой книге Янссон использует более тёмный, интроспективный тон повествования по сравнению с предыдущими и последующими книгами серии. Муми-тролль в ней часто одинок, несчастен, зол или напуган — результат вынужденного выживания в мире, к которому он чувствует, что не принадлежит. Сохраняя очарование предыдущих романов, история включает в себя более глубокое исследование характера Муми-тролля, чем раньше.
Сюжет «Волшебной зимы» формирует адаптированные эпизоды 22, 23 и 37 в телесериале 1990 года.

## Краткое содержание
В то время как остальные члены семьи Муми находятся в глубокой зимней спячке, Муми-тролль обнаруживает, что не спит и не может заснуть.
Он открывает неизвестный ему мир, где солнце не восходит, а земля покрыта холодным белым влажным порошком.
Остальные члены Муми-семейства всё ещё спят и не могут проснуться, поэтому Муми-тролль сначала одинок. Вскоре он встречает Туу-тикки, мудрого духа, который поет загадочные песни, и своего старого друга Малышку Мю, которая наслаждается катанием на санках по снежным холмам на серебряном чайном подносе Муми-мамы.
Друзья строят снежную лошадь для Ледяной Девы и оплакивают кончину рассеянного бельчонка, который смотрел в глаза Девы и замерз до смерти. Тем не менее, в конце книги Муми-тролль заметил живого бельчонка, похоже, он вернулся к жизни.
С наступлением зимней охоты многие персонажи (особенно Морра, маленький пёс Юнк и неистовый лыжник Хемуль) приезжают в Муми-дол в поисках тепла, укрытия и погреба с вареньем Муми-мамы. По мере их пребывания Муми-тролль узнаёт много нового о зимней жизни Муми-дола и о вещах, происходящих здесь, когда всё семейство спит.